# KM通用机枪
KM通用机枪（羅馬化：Kulemet Modernizovanyy, KM，直译：「现代化机枪」），乌克兰马亚克工厂根据PKM机枪开发的7.62毫米通用机枪，用于替换乌克兰武装部队使用的苏制PK通用机枪。KM通用机枪在乌军的位置等同于北约国家的FN MAG（M240）、M60、MG3以及俄罗斯的PK通用机枪。

## 背景
乌克兰宣布独立后，国内仍留有大量苏制小型武器（包括各种型号的PK通用机枪）及其备件，由于乌克兰武装部队规模不大，这些武器的数量相对过多。于是乌克兰开始出口这些过多的武器。
2005年11月23日，乌克兰政府与北约支援和采购局（原NAMSA）签署协议，承诺开始销毁多余的武器弹药库存，以换取后者提供物资和财政援助。根据该协议，2010年5月26日，乌克兰内阁批准了处置214334件武器的决定。待销毁的小型武器（包括1挺PKB和132挺PKMB机枪）。
除出口外，还有一定数量的机枪在军队使用期间由于技术状况而出现故障（机械故障、机械损坏等）。在对武器库存进行审计后，2012年2月29日，乌克兰部长内阁批准了根据NAMSA协议处置另外366000件小型武器的决定，其中包括5270支各种型号的完整和不完整的PK通用机枪（步兵使用的PK和和PKM、用于APC的PKB和PKMB、用于坦克的PKT）。
2014年春季乌克兰东部顿巴斯战争爆发，为扩大乌克兰武装部队规模（乌克兰动员令），乌克兰军队对小型武器的需求增加。与此同时，武装部队和其他安全部队在战斗行动中损失了一定数量的机枪。

## 介绍
2011年亮相的KM-7.62原型改进自PKM机枪，机匣上安装了韦弗导轨，并配有经过改进的扳机护圈，原先用于携带弹链的金属盒被新开发的金属盒取代，新的弹链盒以重量更轻的合成纤维制成。
卡缅涅茨-波多利斯基的精密机械厂已掌握用于携带PK机枪弹链的金属弹盒KP-7.62-100（用于替代56-ZHL-324）和KP-7.62-250（用于替代56-ZHL-420）的生产，以及250发复合弹链S-7.62（用于替代6L7）和实心金属弹链S-7.62-1（用于替代LE-2T-250）。
2014年12月，马亚克工厂已掌握了同轴机枪的生产技术，并供应了一批KM-7.62机枪。单挺机枪的重量为4.5千克，将逐步取代乌克兰武装部队装备的苏制PK通用機槍。
据悉，2016年5月初马亚克工厂的轻武器生产面临着乌克兰缺乏轻枪管的问题（此前该工厂生产的样品配备的枪管均从乌克兰国防部仓库获取）。
根据乌克兰国防部在《乌克兰白皮书》上公布的官方数据，截至2015年前，部队没有收到KM-7.62机枪；2015年，首批140挺7.62毫米KM通用机枪交付地面部队。
据制造商介绍，列装的KM-7.62机枪采用了无翅片的枪管、改进的消焰器设计、改进的枪托板和扳机护圈、更舒适的装填手柄以及增强的机匣盖刚性（内部增加了纵向加强筋）。
2016年5月17日，乌克兰国防部宣布供步兵使用的7.62毫米KM通用机枪正式列装部队，共两个型号。
2016年12月6日，乌克兰武装部队装备负责人舍夫佐夫少将（羅馬化：N. N. Shevtsov）在受访时表示，根据交付部队使用机枪的反馈，对量产的KM-7.62进行了相应的改进。
2021年7月21日，马亚克工厂总设计师亚历山大·戈尔杰耶夫（烏克蘭語：Александр Гордеев）在接受采访时表示，公司开始生产采用新型防腐涂层的KT-7.62机枪（计划生产第一批新型机枪），将交付乌克兰海军的海军陆战队部队）。

## 衍生型
- KM-7.62——单兵机枪。[15]
- KM-7.62T——配备PKT机枪枪管的单兵机枪。[15]
- KT-7.62（羅馬化：Kulemet Tankovyy, KT）坦克机枪，取代PKT机枪。[19]
- KT-7.62（羅馬化：Kulemet Tekhimpeks, KT）——技术进出口有限公司于2017年提出的单兵机枪（KM-7.62，枪管采用Tenifer QPQ技术制造）。[20]

2017年6月1日，基辅技术进出口有限公司公司提交了“KT-7.62步兵机枪”设计专利的申请。专利说明显示，马亚克工厂生产的KM-7.62步兵机枪的枪管（由30KhRGMFA钢制成）射击使用寿命为不超过15000发子弹。此后，公司提出了“KM-7.62步兵机枪的结构改进专案”，其枪管拟采用Tenifer QPQ技术制造。2017年7月25日，“KT-7.62步兵机枪”专利正式注册。据悉，采用铬镍钼钢34CrNiMo6制成的新型枪管重2.2公斤，性能特点得到改进，射击使用寿命可达3万发，单次最大连射可达500发。
2021年7月21日，马亚克工厂总设计师亚历山大·戈尔杰耶夫（烏克蘭語：Александр Гордеев）在接受采访时表示，公司开始生产采用新型防腐涂层的KT-7.62机枪（计划生产第一批新型机枪），将交付乌克兰海军的海军陆战队部队）。

## 使用方
- 乌克兰[1]
- 南蘇丹——2014年4月，注册于塞舌尔的“Engineering Master Group Ltd”公司通过乌特出口公司购买了830挺供南苏丹政府军使用的PKM机枪。2016年1月，在科多克（英语：Kodok）（原名法绍达）发现了其中一把机枪（KM-7.62，序列号KI-1232-12）。[23]

## 引文
1. 1 2 3 4  . Uryadovy Kuryer. 2016-12-06  [2024-10-17]. （原始内容存档于2024-09-19） （乌克兰语）.
2. 1 2 3 4 5 6 7 8  . （原始内容存档于2022-02-25） （英语）.
3. ↑  . 乌克兰最高拉达. 2005-07-14  [2024-10-17]. （原始内容存档于2024-08-30）.
4. ↑  . 乌克兰最高拉达. 2009-06-03  [2024-10-17]. （原始内容存档于2024-11-30） （乌克兰语）.
5. ↑  . 乌克兰最高拉达. 2011-08-15  [2024-10-17]. （原始内容存档于2022-01-25）.
6. ↑  . （原始内容存档于20201015222141） （英语）.
7. ↑  .   [2018-12-12]. （原始内容存档于2022-03-05）.
8. ↑  . 2012-02-29  [2018-12-12]. （原始内容存档于2021-11-19）.
9. ↑  . 2018-07-14  [2024-10-17]. （原始内容存档于2022-05-10） （乌克兰语）.
10. ↑  . OBOZ.UA. 2014-11-04. （原始内容存档于2021-11-21）.
11. 1 2 3 4  .   [2024-10-17]. （原始内容存档于2023-11-28） （英语）.
12. 1 2 3 4  .   [2024-10-17]. （原始内容存档于2016-03-31） （英语）.
13. ↑  . （原始内容存档于2022-02-25） （英语）.
14. ↑  . republic.com.ua. 2015-05-03  [2024-10-17]. （原始内容存档于2024-11-30） （乌克兰语）.
15. 1 2 3   (PDF). 乌克兰国防部. 基辅: 96. 2016  [2024-10-17]. （原始内容存档 (PDF)于2024-09-15） （英语）.
16. ↑  . 乌克兰内政部. 2016-05-17  [2024-10-17]. （原始内容存档于2024-11-30） （乌克兰语）.
17. ↑   (PDF). 乌克兰国防部. 基辅: 33. 2016  [2024-10-17]. （原始内容存档 (PDF)于2024-11-30） （英语）.
18. ↑  . Defense Express. 2021-07-21  [2024-10-17]. （原始内容存档于2024-11-30） （乌克兰语）.
19. ↑  . （原始内容存档于2022-02-25） （英语）.
20. 1 2  . iprop-ua.com. 2017-07-25  [2024-10-17] （乌克兰语）.
21. ↑  . Clarity Project. 2017-07-25  [2024-10-17]. （原始内容存档于2024-11-30） （乌克兰语）.
22. ↑  . Defense Express. 2021-07-21  [2024-10-17]. （原始内容存档于2024-11-30） （乌克兰语）.
23. ↑  "in April 2014, the Seychellois company  contracted with the Ukrainian state arms export company, Ukrspecexport, to purchase 830 PKM-pattern general-purpose machine guns for end use by the Government of South Sudan"
Conflict Armament Research Ltd. . www.conflictarm.com. Conflict Armament Research Ltd: 71. 2019  [2020-05-09]. （原始内容存档于2020-05-22） （英语）.